# Campo Ghawar
El campo Ghawar es un yacimiento petrolífero situado en la gobernación de Al-Ahsa, en la provincia oriental de Arabia Saudí. Con unas dimensiones de 280 por 30 km, es, con diferencia, el mayor yacimiento de petróleo convencional del mundo, y representa aproximadamente un tercio de la producción acumulada de petróleo de Arabia Saudí a partir de 2018. El campo pertenece y es operado por la compañía estatal Saudi Aramco.
Ghawar es enteramente propiedad de Saudi Aramco, la compañía petrolera estatal saudí, y es operada por ella. En abril de 2019, la empresa publicó por primera vez sus cifras de beneficios desde su nacionalización hace casi 40 años en el contexto de la emisión de un bono a los mercados internacionales. El prospecto del bono reveló que Ghawar es capaz de bombear un máximo de 3,8 millones de barriles al día -muy por debajo de los más de 5 millones que se habían convertido en sabiduría convencional en el mercado-.

## Geología
Ghawar ocupa un anticlinal sobre un bloque de fallas del subsuelo que data del Carbonífero, hace unos 320 millones de años; la actividad tectónica del Cretácico, cuando el margen noreste de África empezó a incidir en el suroeste de Asia, potenció la estructura. Las rocas del yacimiento son calizas del Jurásico Arab-D con una porosidad excepcional (hasta el 35 % de la roca en algunos lugares), que tiene un grosor de unos 280 pies y se encuentra a 6000-7000 pies bajo la superficie. La roca madre es la formación jurásica Hanifa, un depósito de plataforma marina de lodo y cal con hasta un 5 % de materia orgánica, se estima que entre un 1 % y un 7 % se considera una buena roca madre de petróleo. El sello es un paquete evaporítico de rocas que incluye anhidrita impermeable

## Historia
A principios de la década de 1940, Max Steineke, Thomas Barger y Ernie Berg observaron una curva en el lecho del río seco Wadi Al-Sahbah. Las mediciones confirmaron que la zona había sufrido un levantamiento geológico, lo que indicaba que podía haber un depósito de petróleo atrapado debajo. Se encontró petróleo, en lo que resultó ser la parte sur de Ghawar.
Históricamente, Ghawar se ha subdividido en cinco zonas de producción, de norte a sur: 'Ain Dar y Shedgum, 'Uthmaniyah, Hawiyah y Haradh. El gran oasis de Al-Ahsa y la ciudad de Al-Hofuf se encuentran en el flanco oriental de Ghawar, correspondiente a la zona de producción de 'Uthmaniyah. Ghawar fue descubierto en 1948 y puesto en explotación en 1951. Algunas fuentes afirman que Ghawar alcanzó su punto máximo en 2005, aunque los operadores del yacimiento lo niegan.
Saudi Aramco informó a mediados de 2008 que Ghawar había producido el 48 % de sus reservas probadas.

## Producción

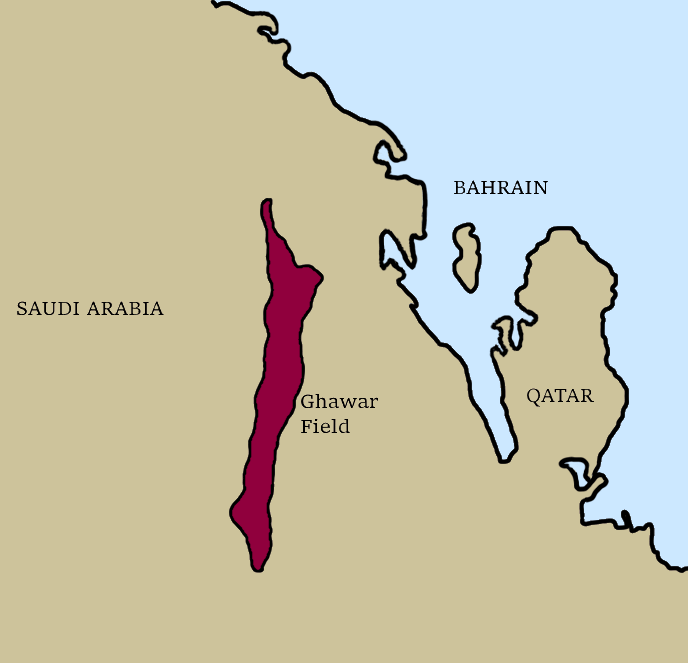
Mapa del tamaño, la forma y la ubicación aproximados del campo petrolífero de Ghawar.

Aproximadamente el 60-65 % de todo el petróleo saudí producido entre 1948 y 2000, procedía de Ghawar. La producción acumulada hasta principios de 2010 ha superado los 65 mil millones de barriles (1.03×1010 m³). En 2009, se estimaba que Ghawar producía alrededor de 5 millones de barriles (790 000 m³) de petróleo al día (el 6.25 % de la producción mundial), una cifra que posteriormente se demostró que estaba sustancialmente sobrestimada.
A 31 de diciembre de 2018, un total de 58,32 mil millones de reservas de equivalente de petróleo, incluyendo 48,25 mil millones de barriles de reservas líquidas, han sido confirmadas por Saudi Aramco. La producción media diaria fue de 3 800 000 barriles al día.
Ghawar también produce aproximadamente 57 000 000 m³ de gas natural al día.

## Reservas
En abril de 2010, Saad al-Tureiki, Vicepresidente de Operaciones de Aramco, declaró, en una conferencia de prensa recogida por los medios de comunicación saudíes, que se habían producido más de 65 000 millones de barriles (10,3 km³) en el yacimiento desde 1951. Tureiki declaró además que las reservas totales del yacimiento habían superado originalmente los 100 000 millones de barriles (16 km³).
La Agencia Internacional de la Energía, en su Perspectiva energética mundial de 2008, declaró que la producción de petróleo de Ghawar alcanzó los 66 Bbo en 2007, y que las reservas restantes son de 74 Bbo.
Matthew Simmons, en su libro de 2005 Twilight in the Desert (Crepúsculo en el desierto), sugirió que la producción del yacimiento de Ghawar y de Arabia Saudí podría alcanzar pronto su punto máximo.
Cuando se evaluó el yacimiento en la década de 1970, se estimó que tenía 170 000 millones de barriles (27 km³) de petróleo original in situ (OOIP), con unos 60 000 millones de barriles (9,5 km³) recuperables (estimación de Aramco de 1975 citada por Matt Simmons). La segunda cifra, al menos, estaba subestimada, puesto que ya ha sido superada.